# Подломка
Подло́мка (также Подложка) — река в России, протекает по территории Онежского района Архангельской области. Длина реки — 110 км, площадь водосборного бассейна — 1070 км².
Река вытекает из Шидозера на высоте 172 м над уровнем моря.
Течёт по заболоченной местности преимущественно в восточном направлении до впадения в озеро Жилое, после чего русло реки поворачивает на север. Втекает несколькими рукавами на высоте 117 м над уровнем моря в Кожозеро. В устье, после слияния с рекой Никодимкой, образуется дельта .
Ширина реки варьируется от 13 м близ истока до 26 м недалеко от устья.. Скорость течения — 0,1-0,2 м/сек. На реке многочисленные пороги.
Основные притоки (км от устья)
- 3 км: река Никодимка (л)
- 10 км: река Муромка (л)
- 20 км: река Берёзовка (л)
- 31 км: река Шидморезка (п)
- 70 км: река Светлуха (п)
- 96 км: река Малая Минина (л)
- 70 км: река Большая Минина (л)
- 70 км: река Сиверка (л)

Код объекта в государственном водном реестре — 03010000112103000003179.